# Gmina Gram
Gmina Gram (duń. Gram Kommune) była w latach 1970–2006 (włącznie) jedną z gmin w Danii w okręgu południowej Jutlandii (Sønderjyllands Amt). 
Siedzibą władz gminy było miasto Gram. 
Gmina Gram została utworzona 1 kwietnia 1970 na mocy reformy podziału administracyjnego Danii. Po kolejnej reformie administracyjnej w roku 2007 weszła w skład nowej gminy Haderslev.

## Dane liczbowe
- Liczba ludności: (♀ 2446 + ♂ 2414) = 4 860
  - wiek 0-6: 8,2%
  - wiek 7-16: 13,8%
  - wiek 17-66: 61,4%
  - wiek 67+: 16,5%
- zagęszczenie ludności: 37,1 osób/km²
- bezrobocie: 3,5% osób w wieku 17-66 lat
- cudzoziemcy z UE, Skandynawii i USA: 156 na 10 000 osób
- cudzoziemcy z krajów Trzeciego Świata: 117 na 10 000 osób
- liczba szkół podstawowych: 2 (liczba klas: 30)